# Budismo laico
El Budismo laico, budismo ateo, budismo agnóstico, ateísmo budista, laicismo budista o budismo secular es un término amplio para una forma emergente de budismo que se basa en el humanismo, el naturalismo, los valores agnósticos y el pragmatismo más que en la religión y niega creencias sobrenaturales.
Los budistas laicos interpretan las enseñanzas de Buda y los textos budistas de una manera racional y evidencialista, considerando los contextos históricos y culturales de los tiempos en los que Buda vivió y los sutras y textos tántricos fueron escritos. En el contexto del budismo secular, la doctrina budista puede ser desmontada en una combinación poco específica de varias creencias tradicionales que pueden ser consideradas supersticiosas y no pueden ser probadas mediante un método científico: seres sobrenaturales (como los Devas, bodhisattvas, nāgas, pretas, etc.), méritos y su transferencia mediante el karma, el renacimiento, la cosmogonía budista (incluyendo la existencia de la Tierra pura y el infierno Naraka), etc.

## Filosofía
El budismo secular es un movimiento que emerge principalmente del budismo occidental, aunque tiene sus orígenes en filósofos budistas orientales influenciados por el taoísmo filosófico, tales como Kim Shi-Sup de la escuela Seon y Tominaga Nakamoto de la escuela Zen. A diferencia de otros tipos de budismos modernos que tienden a ser modificaciones de escuelas tradicionales de pensamiento y práctica, el budismo laico se funda en una reconfiguración de los elementos fundamentales del dharma en sí. Para este fin, recobra enseñanzas originales de Siddharta Gautama, el buda histórico aunque sin diferenciarse de "lo que significaban las palabras de Buda". Interpreta las enseñanzas canónicas en un modo que dibuja su significado en el propio contexto histórico de Buda (la cultura de las llanuras del Ganges en el (siglo V a. C.), mientras demuestra su valor y relevancia para la población que vivió en aquella época y lugar. Ambos aspectos de esta interpretación son literalmente "laicos" en tanto evocan la palabra latina saeculum – a una generación o era particular. El ethos del movimiento budista laico puede captarse en la obra de Stephen Batchelor Confession of a Buddhist Atheist.
El budismo secular propone dejar atrás las creencias metafísicas y la soteriología de la cultura religiosa india. Esta cultura vio la vida humana como una realidad irredimible de sufrimiento en la cual cada uno debería buscar la transcendencia en una condición más allá de lo humano, algo que virtualmente todas las escuelas budistas, así como el hinduismo y el jainismo, han perpetuado.
El budismo secular busca desplegar las enseñanzas de Buda como una guía para hacer florecer y llenar al ser humano y, por lo tanto, al mundo actual. Adoptando esta posición post-metafísica, acompaña las enseñanzas con algunas formas religiosas existentes en la ortodoxia budista y que han evolucionado desde la muerte de Buda. También rechaza las estructuras autoritarias de poder legitimadas por las creencias del budismo ortodoxo.

## Normas
Los laicos además de cumplir los 5 preceptos, deben… 
1. Los laicos no pueden sostener relaciones sexuales en condición de adulterio, con mujeres que estén "bajo el cuidado de los padres, hermanos, hermanas u otros encargados", con mujeres prisioneras, casadas o comprometidas.
2.Los laicos no pueden participar en la violencia contra ningún animal, es decir, deben ser vegetarianos.
3.Respetar a los monjes, los maestros y la comunidad. Ayudar a los monjes.
4.Meditar siempre que puedan.
5.No mentir, sino decir la verdad.
6.Leer o escuchar las enseñanzas de Buda.
7.Apoyar a los pobres.